# Vilhelm av Barcelona
Vilhelm av Barcelona, död 850, var regerande greve av Barcelona mellan 848 och 850.
Han stred mot vikingarna under deras invasion av Sydfrankrike 846.